# Scramble (chanson)
Pour les articles homonymes, voir Scramble.
Singles de Maki Gotō
Uwasa no Sexy Guy
(2003) Daite yo! Please Go On
(2003)
Scramble (スクランブル) est le 7e single en solo de Maki Gotō dans le cadre du Hello! Project,  sorti le 18 juin 2003 au Japon sous le label Piccolo Town.

## Présentation
Le single est écrit et produit par Tsunku. Il atteint la 5e place du classement de l'Oricon. Il se vend à 35 353 exemplaires la première semaine, et reste classé pendant 5 semaines, pour un total de 46 181 exemplaires vendus. Il sort aussi dans une édition limitée, ainsi qu'au format "Single V" (DVD contenant le clip vidéo).
La chanson-titre du single sert de thème musical au film Seishun Bakachin Ryorijuku dans lequel joue Maki Goto, et figurera sur l'album 2 Paint It Gold de 2004, puis sur les compilations Maki Goto Premium Best 1 de 2005 et Maki Goto Complete Best Album 2001-2007 de 2010. Son clip vidéo figurera aussi sur la compilation vidéo du Hello! Project Petit Best 4 DVD de fin 2003.

## Liste des titres
Toutes les chansons sont écrites et composées par Tsunku.
| 1. | Scramble (スクランブル)                               | Suzuki "Daichi" Hideyuki | 5:12 |
| 2. | Nagadenwa (長電話)                                    | SHO-1                    | 4:45 |
| 3. | Scramble (instrumental) (スクランブル) (instrumental) | Suzuki "Daichi" Hideyuki | 5:09 |

| 1. | Scramble (スクランブル) (clip vidéo)                    |  |
| 2. | Scramble (Smile Version) (スクランブル) (Smile Version) |  |
| 3. | Making Eizo (メイキング映像)                            |  |